# Unité urbaine de Morestel
L'unité urbaine de Morestel est une ancienne unité urbaine française centrée sur les communes de Corbelin, Dolomieu et Morestel, en Isère, dans le zonage de 2010. Dans le zonage de 2020, les communes qui la composaient font partie de l'unité urbaine de la Tour-du-Pin.

## Composition selon la délimitation de 2010
| Nom                      | Code Insee | Statut | Superficie (km2) | Population (dernière pop. légale) | Densité (hab./km2) |
| ------------------------ | ---------- | ------ | ---------------- | --------------------------------- | ------------------ |
| La Bâtie-Montgascon      | 38029      |        | 8,43             | 1 876 (2014)                      | 223                |
| Corbelin                 | 38124      |        | 12,00            | 2 220 (2014)                      | 185                |
| Dolomieu                 | 38148      |        | 13,32            | 3 035 (2014)                      | 228                |
| Faverges-de-la-Tour      | 38162      |        | 7,67             | 1 273 (2014)                      | 166                |
| Granieu                  | 38183      |        | 3,73             | 471 (2014)                        | 126                |
| Morestel                 | 38261      |        | 8,03             | 4 303 (2014)                      | 536                |
| Saint-Sorlin-de-Morestel | 38458      |        | 5,38             | 600 (2014)                        | 112                |
| Vézeronce-Curtin         | 38543      |        | 14,37            | 2 033 (2014)                      | 141                |

### Évolution de la composition
- 1999 : 8 communes[1]
- 2010 : 9 communes (ajout de l'ex-commune rurale de Saint-Sorlin-de-Morestel)
- 2016 : 8 communes (retrait de l'ancienne commune de Veyrins-Thuellin à la suite de sa fusion avec Les Avenières)
- 2020 : les 8 communes sont intégrées dans l'unité urbaine de la Tour-du-Pin